# Zoriane, Odesa
Zoriane (în ucraineană Зоряне) este un sat în comuna Vîhoda din raionul Odesa, regiunea Odesa, Ucraina. Anterior a purtat denumirea Cervona Zirka.

## Demografie
Componența lingvistică a localității Zoriane
     Ucraineană (88,76%)
     Română (6,2%)
     Rusă (4,26%)
     Alte limbi (0,39%)
Conform recensământului din 2001, majoritatea populației localității Zoriane era vorbitoare de ucraineană (88,76%), existând în minoritate și vorbitori de română (6,2%) și rusă (4,26%).